# Panagaeus sallei
Panagaeus sallei  (лат.) — вид жужелиц из подсемейства Harpalinae.

## Описание
Жук длиной от 12 до 13 мм.Населяют сухие леса. Имаго обитают среди опавшей листвы.

## Распространение
Вид встречается в США в штатах Аризона и Техас и в Мексике от Нижней Калифорнии до Веракруса.